# Dieveniškės

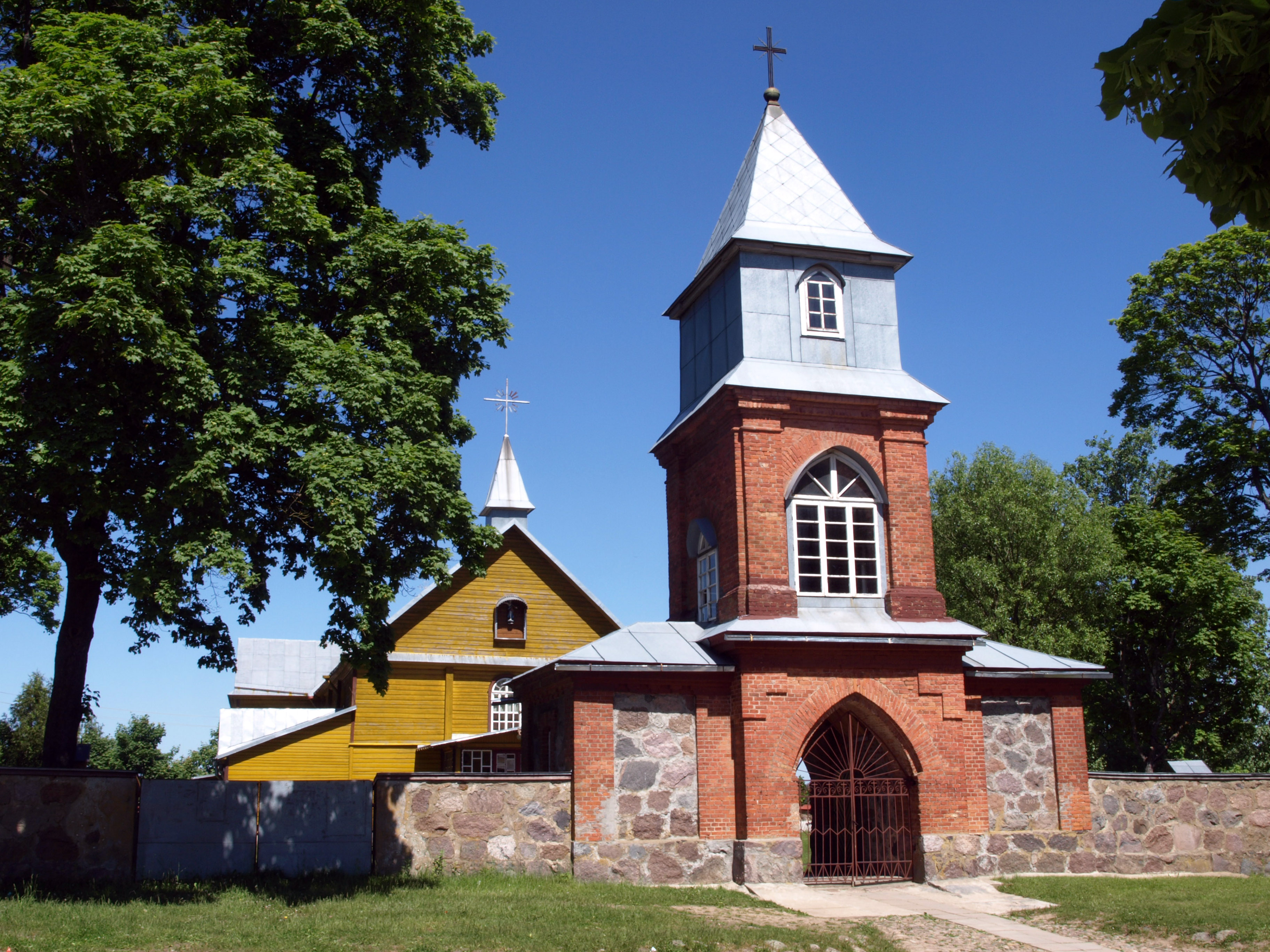
Kirche in Dieveniškės

Dieveniškės (litauisch Dieveniškės, polnisch Dziewieniszki, deutsch Dewinischek, belarussisch Дзевянішкі Dsewjanischki) ist ein Städtchen (miestelis) und Sitz des gleichnamigen Amtsbezirks (seniūnija) in der Rajongemeinde Šalčininkai im Süden Litauens nahe der Hauptstadt Vilnius. Das Gebiet von Dieveniškės ragt weit nach Belarus hinein und wird fast komplett von dessen Territorium umgeben, an der schmalsten Stelle ist die Verbindung nur 2,6 km breit. Es bildet einen Schwerpunkt der polnischen Minderheit in Litauen. Es gibt den Regionalpark Dieveniškės. Im Jahr 2011 zählt das Städtchen 720 Einwohner.

## Grenzziehung / Stalins Pfeife

Karte der Stadt mit der eigentümlichen Grenzziehung. Der „Flaschenhals“ zu dem Gebiet misst an der schmalsten Stelle 2,6 km.

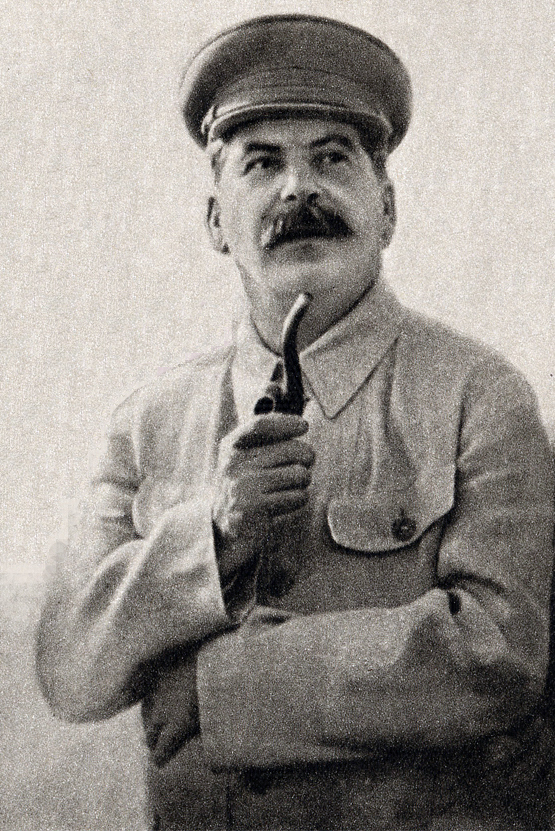
Stalin mit Pfeife

Der Legende nach wurden die scheinbar willkürlichen Grenzen dieses Gebietszipfels, der weit nach Belarus hineinragt, während eines Treffens in Moskau festgelegt, als die Grenzen Litauens während der sowjetischen Besatzung festgelegt wurden. Stalins Pfeife lag zufällig auf dem Teil der Karte, auf dem heute Dieveniškės liegt, und niemand wagte, die Pfeife zu bewegen oder Stalin anzusprechen. Also zogen die Generäle einfach eine Linie darum.